# 約翰·弗格蒂
約翰·卡梅隆·弗格蒂（英語：John Cameron Fogerty，1945年5月28日—），美國音樂人、歌手和作曲人。他和道格·克利福德、斯圖·庫克、以及哥哥湯姆·弗格蒂一同創立了清水樂團，由約翰擔當主唱、主音吉他手兼歌曲主要創作者。樂團在1968年至1972年間擁有9首前10強單曲和8張黃金專輯，並在1993年以樂團成員身分入選搖滾名人堂。
在清水樂團於1972年解散後，約翰·弗格蒂的單飛生涯十分成功，他也曾名列於滾石雜誌的百大吉他手排行（第40名）與百大歌手排行（第72名）裡。由他所做的歌曲包括〈Proud Mary〉、〈Down on the Corner〉、〈Bad Moon Rising〉、〈Green River〉和〈Fortunate Son〉。

## 參照
- Bordowitz, Hank. . Chicago Review Press. 2007. ISBN 978-1556526619.

## 外部連結
- Official website （页面存档备份，存于）
- Private site about John Fogerty （页面存档备份，存于）
- .   [2018-03-19]. （原始内容存档于2001-02-08）.